# Doug Martsch
Pour les articles homonymes, voir Martsch.
 (mars 2024).
La mise en forme du texte ne suit pas les recommandations de Wikipédia : il faut le « wikifier ».
Les points d'amélioration suivants sont les cas les plus fréquents. Le détail des points à revoir est peut-être précisé sur la page de discussion.
- Les titres sont pré-formatés par le logiciel. Ils ne sont ni en capitales, ni en gras.
- Le texte ne doit pas être écrit en capitales (les noms de famille non plus), ni en gras, ni en italique, ni en « petit »…
- Le gras n'est utilisé que pour surligner le titre de l'article dans l'introduction, une seule fois.
- L'italique est rarement utilisé : mots en langue étrangère, titres d'œuvres, noms de bateaux, etc.
- Les citations ne sont pas en italique mais en corps de texte normal. Elles sont entourées par des guillemets français : « et ».
- Les listes à puces sont à éviter, des paragraphes rédigés étant largement préférés. Les tableaux sont à réserver à la présentation de données structurées (résultats, etc.).
- Les appels de note de bas de page (petits chiffres en exposant, introduits par l'outil «  Source ») sont à placer entre la fin de phrase et le point final[comme ça].
- Les liens internes (vers d'autres articles de Wikipédia) sont à choisir avec parcimonie. Créez des liens vers des articles approfondissant le sujet. Les termes génériques sans rapport avec le sujet sont à éviter, ainsi que les répétitions de liens vers un même terme.
- Les liens externes sont à placer uniquement dans une section « Liens externes », à la fin de l'article. Ces liens sont à choisir avec parcimonie suivant les règles définies. Si un lien sert de source à l'article, son insertion dans le texte est à faire par les notes de bas de page.
- La présentation des références doit suivre les conventions bibliographiques. Il est recommandé d'utiliser les modèles {{Ouvrage}}, {{Chapitre}}, {{Article}}, {{Lien web}} et/ou {{Bibliographie}}. Le mode d'édition visuel peut mettre en forme automatiquement les références.
- Insérer une infobox (cadre d'informations à droite) n'est pas obligatoire pour parachever la mise en page.

Pour une aide détaillée, merci de consulter Aide:Wikification.
Si vous pensez que ces points ont été résolus, vous pouvez retirer ce bandeau et améliorer la mise en forme d'un autre article.
Doug Martsch (né le 16 septembre 1969) est un chanteur et musicien américain. Il est surtout connu pour son style de chant et de guitare caractéristiques au sein du groupe Built to Spill.

## Biographie
Martsch forme son premier groupe, Farm Days, avec Andy Capps et Brett Nelson, au début des années 1980. Son deuxième groupe est Treepeople, avec lequel il sort trois albums et deux EP. Il est le chanteur et le guitariste de Built to Spill depuis 1992. Avec Built to Spill, il acquiert une renommée importante comme guitariste de rock indépendant. Son style mélange rock, pop, blues, et folk. Ses influences comprennent J Mascis, Caustic Resin, et Neil Young.
En 1994, il forme The Halo Benders avec Calvin Johnson du groupe Beat Happening et sort trois albums.
En 2002, Doug Martsch sort son premier album en solo, Now You Know, acclamé par la critique. En 2011, il contribue à un album hommage aux Smiths intitulé Please, please, please... avec une reprise de « Reel Around The Fountain » .

## Vie privée
Martsch fut marié à la co-parolière de Built to Spill, Karena Youtz, la sœur de l'ancien membre de Built to Spill, Ralf Youtz. Ils ont un fils.